# Papp Sándor (gépészmérnök)
Papp Sándor (Fehérgyarmat, 1955. szeptember 11. –) Gábor Dénes-díjas (1997) gépészmérnök, termelési tanácsadó. Szakterülete a modern szervezés és vezetéselmélet gyakorlati alkalmazása. Hazánkban elsők között vezette be a leanmenedzsment szerinti munkavégzést az OPEL Hungary Járműgyártó KFT Motorgyár igazgatójaként.

## Életpálya
Fehérgyarmaton született 1955-ben. Járműgépész diplomáját a zwickaui Mérnöki Főiskolán védte meg. Első munkahelye a Csepel Autógyár Kísérleti és Kutatási Főosztálya volt, ahol a különböző gépjárművek alvázainak kísérleti gyártásával, majd menetdinamikai fejlesztésével foglalkozott. 1991-ben kezdte meg ténykedését az OPEL Hungary szentgotthárdi motorgyárában koordinátorként, majd két évvel később igazgatóvá választották kiemelkedő eredményei miatt. Hazánkban az elsők között vezette be a „Karcsú Szervezet” szerinti (Lean) munkavégzést, magasabb szintre emelte a „Teljeskörű Gyártásközbeni Karbantartás” koncepcióját, létrehozta a problémamegoldás folyamatában rendkívül hatékonynak bizonyult „Projekt Szervezet”-eket, irányításával megvalósult a világon egyedülálló „Párhuzamos és Flexibilis (Agilis) Gyártási Rendszer”. 1997-ben Gábor Dénes-díjjal jutalmazták teljesítményét. Az OPEL Hungary, valamint az OPEL Austria motorgyári igazgatójaként tett erőfeszítéseit 1996-ban OPEL Európai Elnöki Tanácsa, majd 1999-ben a General Motors Elnöki Tanácsa kitüntetéssel díjazta.
Később termelési tanácsadóként, belső trénerként, segítette a hazai nagyvállalatok működését, elsősorban a leanfilozófia mentén oktatóanyagok fejlesztésével, veszteségcsökkentő workshopok vezetésével, layout fejlesztési javaslatok kidolgozásával, felsővezetők coachingjával.

## Családja
Nős, két gyermeke van: Júlia adattudománnyal foglalkozik, Sándor vegyészmérnök.[forrás?]